# Qingzhou, Fujian
Qingzhou (kinesiska: 青州) är en köping i sydöstra Kina. Den ligger i stadsdistriktet Shaxian i staden Sanming i provinsen Fujian, omkring 140 kilometer väster om provinshuvudstaden Fuzhou. Antalet invånare är 12 441. Befolkningen består av 5 871 kvinnor och 6 570 män. Barn under 15 år utgör 20,0 %, vuxna 15-64 år 68 %, och äldre över 65 år 10,0 %.